# Tour de Qatar de 2004
El Tour de Qatar de 2004 fou la tercera edició del Tour de Qatar. La cursa es disputà en cinc etapes entre el 2 i el 6 de febrer de 2004. Robert Hunter guanyà la classificació final, mentre que Tom Boonen aconseguia la dels punts i joves. El Fassa Bortolo guanyà la dels equips.

## Etapes
| Etapa    | Data        | Recorregut          | Km       | Vencedor d'etapa  | Líder de la general |
| -------- | ----------- | ------------------- | -------- | ----------------- | ------------------- |
| 1a etapa | 2 de febrer | Doha - Doha         | 150,0 km | Francisco Ventoso | Francisco Ventoso   |
| 2a etapa | 3 de febrer | Al Zubarah - Doha   | 151,0 km | Tom Boonen        | Tom Boonen          |
| 3a etapa | 4 de febrer | Doha - Doha         | 189,5 km | Robert Hunter     | Robert Hunter       |
| 4a etapa | 5 de febrer | Al Wakra - Al Wakra | 168,5 km | Fabian Cancellara | Robert Hunter       |
| 5a etapa | 6 de febrer | Doha - Doha         | 163,0 km | Robert Hunter     | Robert Hunter       |

## Classificació general final
| #  | Ciclista            | Equip                | Temps       |
| -- | ------------------- | -------------------- | ----------- |
| 1  | Robert Hunter       | Rabobank ProTeam     | 17h 33' 17" |
| 2  | Robbie McEwen       | Lotto-Domo           | + 08"       |
| 3  | Tom Boonen          | Quick Step-Davitamon | + 12"       |
| 4  | Jean-Patrick Nazon  | AG2R Prévoyance      | + 13"       |
| 5  | Frank Høj           | Team CSC             | + 33"       |
| 6  | Frank Vandenbroucke | Fassa Bortolo        | + 34"       |
| 7  | Lars Michaelsen     | Team CSC             | + 38"       |
| 8  | Servais Knaven      | Quick Step-Davitamon | m. t.       |
| 9  | Léon van Bon        | Lotto-Domo           | + 40"       |
| 10 | Fabio Sacchi        | Fassa Bortolo        | m. t.       |